# Ero comorensis
Ero comorensis är en spindelart som beskrevs av Emerit 1996. Ero comorensis ingår i släktet Ero och familjen kaparspindlar. Inga underarter finns listade i Catalogue of Life.